# Альбіон (округ Джексон, Вісконсин)
Альбіон (англ. Albion) — місто (англ. town) в США, в окрузі Джексон штату Вісконсин. Населення — 1197 осіб (2020).

## Демографія
Згідно з переписом 2010 року, у місті мешкало 1210 осіб у 466 домогосподарствах у складі 353 родин. Було 537 помешкань
Расовий склад населення:
| - 96,0 % — білих - 1,8 % — корінних американців - 0,3 % — азіатів - 0,1 % — вихідців з тихоокеанських островів - 0,1 % — чорних або афроамериканців |

До двох чи більше рас належало 1,5 %. Частка іспаномовних становила 1,3 % від усіх жителів.
За віковим діапазоном населення розподілялося таким чином: 24,1 % — особи молодші 18 років, 61,5 % — особи у віці 18—64 років, 14,4 % — особи у віці 65 років та старші. Медіана віку мешканця становила 45,0 року. На 100 осіб жіночої статі у місті припадало 106,8 чоловіків;  на 100 жінок у віці від 18 років та старших — 108,2 чоловіків також старших 18 років.
Середній дохід на одне домашнє господарство  становив 66 067 доларів США (медіана — 57 692), а середній дохід на одну сім'ю — 79 658 доларів (медіана — 71 250). Медіана доходів становила 47 292 долари для чоловіків та 39 028 доларів для жінок. За межею бідності перебувало 7,5 % осіб, у тому числі 14,0 % дітей у віці до 18 років та 7,4 % осіб у віці 65 років та старших.
Цивільне працевлаштоване населення становило 529 осіб. Основні галузі зайнятості: освіта, охорона здоров'я та соціальна допомога — 26,8 %, виробництво — 13,6 %, публічна адміністрація — 12,3 %, сільське господарство, лісництво, риболовля — 12,3 %.